# Rhombophryne laevipes
Espèce
Synonymes
- Mantiphrys laevipes Mocquard, 1895
- Plethodontohyla laevipes (Mocquard, 1895)

Statut de conservation UICN

 LC  : Préoccupation mineure
Rhombophryne laevipes est une espèce d'amphibiens de la famille des Microhylidae.

## Répartition
Cette espèce est endémique de Madagascar où elle se rencontre entre 300 et 1 000 m d'altitude.

## Description
Plethodontohyla laevipes mesure de 40 à 47 mm. Son dos est brun avec des taches sombres. Ses pattes antérieures sont rayées de brun. Le dessus de ses cuisses et l'aine présentent des taches circulaires blanches. La peau de son dos est lisse.

## Taxinomie
Ce taxon pourrait représenter un complexe de plusieurs espèces.

## Publication originale
- Mocquard, 1895 : Sur une collection de reptiles recueillis à Madagascar par MM. Alluaud et Belly. Bulletin de la Société philomathique de Paris, sér. 8, vol. 7, p. 112-136 (texte intégral).